# Sector Liria

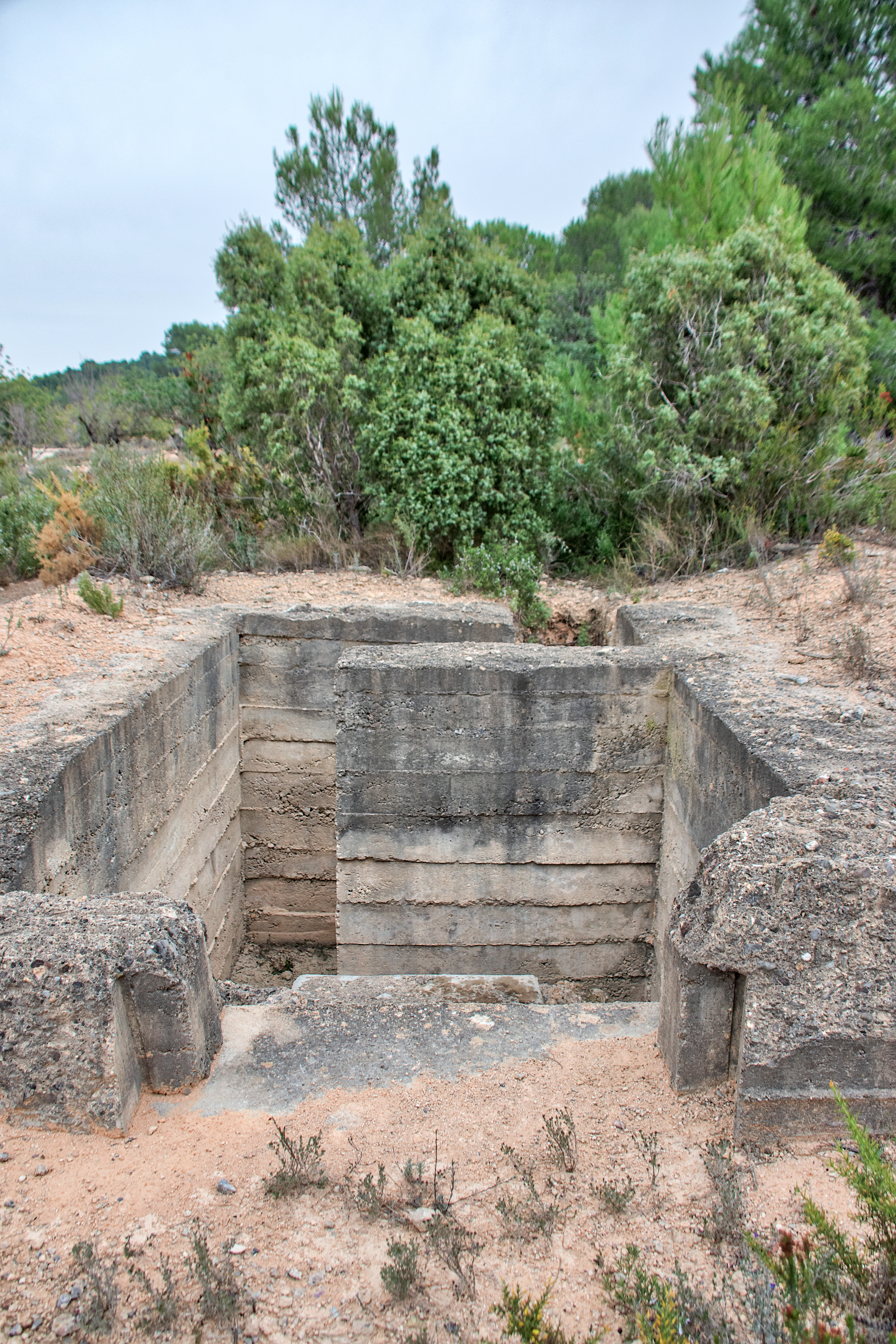
Nido de metralladora en la zona de Les Travesses (Liria, provincia de Valencia). Fotografía Ximo Asensi Alemany.

El denominado "Sector Liria"es un conjunto de posiciones defensivas fortificadas proyectadas por el Ejército Popular de la República entre los términos municipales de Líria, Benaguacil y Olocau.

## Descripción
El conjunto fue construido en torno a la ciudad de Llíria (Valencia) entre 1938 y 1939 durante la ofensiva sobre Valencia (batalla de Levante), con el objeto de dificultar y retrasar un posible avance hacia Valencia tras una potencial ruptura del frente de la línea XYZ. El diseño de se basa en el modelo de centros de resistencia, establecido en el manual publicado por Juan Capdevila Elías en 1938.
El "sector Liria" jamás entró en combate, pues el ejército sublevado nunca pudo sobrepasar la línea XYZ mientras esta fue funcional. El punto más próximo al frente se situaba en el vértice de la Salada (entre los términos municipales de Abejuela y El Toro, entre Aragón y el País Valenciano respectivamente), estableciendo el frente de la XYZ a unos 33 kilómetros de Llíria.
El "Sector Liria" se compone por 8 centros de resistencia y se erige como la línea más avanzada de las defensas inmediatas a Valencia, situándose en vanguardia de la conocida como Línea Puig-Carasols o Línea de Defensa Inmediata a Valencia, protegiendo las vías de comunicación entre la línea XYZ y Llíria, extendiéndose desde la ribera norte del río Túria y la sierra Calderona.
A fecha de 2023 se han inventariado cerca de 55 elementos relacionados con el "sector Liria".
La documentación vinculada al "Sector Liria", superponible elaborado por el Ejército Popular (AGMAV M.1462,2) salió a la luz en 2019 en un trabajo publicado en la revista Lauro. Quaderns d'història i societat n.º 12.

Entre los investigadores que han trabajado sobre el sector destacan los historiadores Jordi Romero Màñez y Carles Asensi Torres.

Infografía de los subsectores defensivos del "Sector Liria". (Asensi Torres, C. 2022)

## Valor estratégico de Llíria durante la ofensiva sobre Valencia
Llíria era en 1938 una populosa ciudad, cabeza del partido judicial homónimo. Con una población cercana a diez mil habitantes contaba con infraestructuras militares y civiles importantes para el abastecimiento de materiales y tropas al frente. Desde julio de 1938 comienza a convertirse en uno de los núcleos principales de la retaguardia republicana.
Por aquel tiempo Llíria contaba con dos estaciones de ferrocarril que conectaban con Valencia, imprescindibles para la movilización de efectivos y viandas al frente cercano. También disponía de una vía de comunicación directa por carretera con la capital valenciana, la antigua carretera Valencia-Ademuz ( hoy en día sustituida por la CV-35) y a además, desde octubre de 1936, contaba con un aeródromo militar con capacidad para albergar grandes bombarderos como los Tupolev SB-2 (Katiuska) convirtiéndose en un aeródromo protagonista durante el frente de Teruel.